# فرودگاه گرنوود-لفلور
فرودگاه گرنوود-لفلور (به انگلیسی: Greenwood-Leflore Airport) (به زبان بومی: Greenwood AAF) یک فرودگاه همگانی بهره‌برداری هوایی با کد یاتا GWO است که یک باند فرود آسفالت دارد و طول باند آن ۱۹۸۲ متر است. این فرودگاه در شهر گرینوود، میسیسیپی کشور ایالات متحده آمریکا قرار دارد و در ارتفاع ۴۹ متری از سطح دریا واقع شده‌است.

## نگارخانه

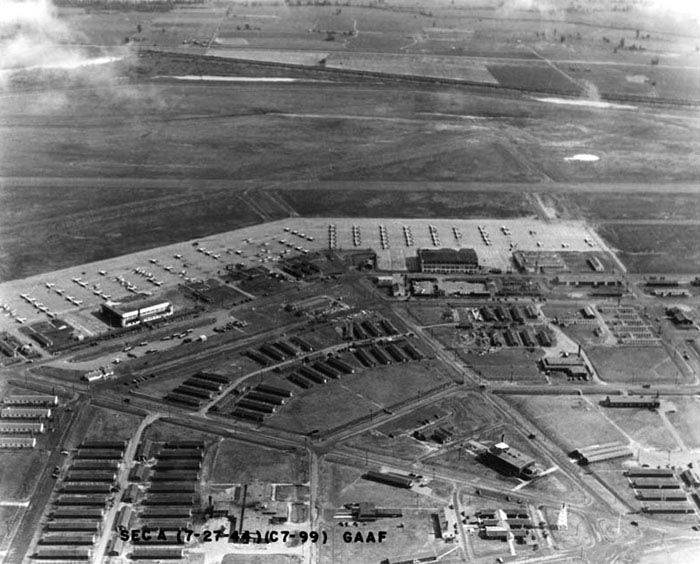
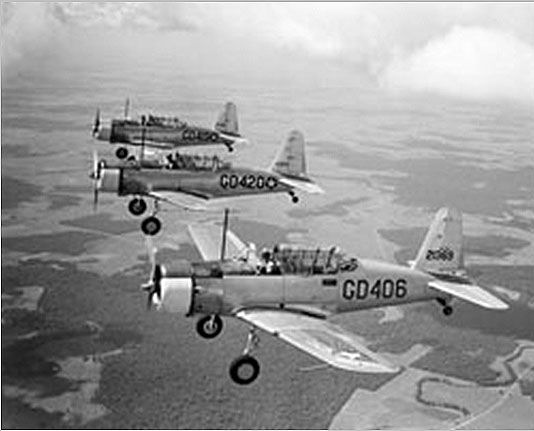
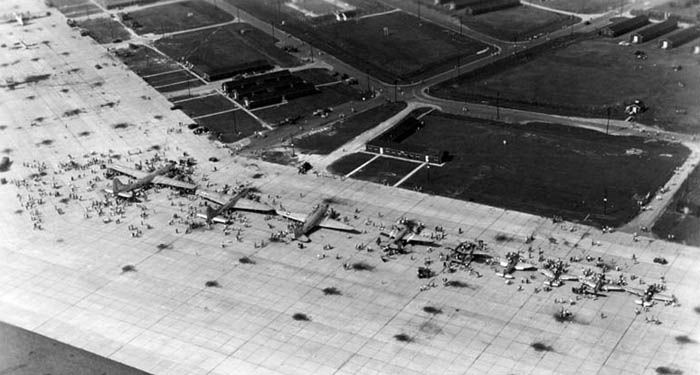
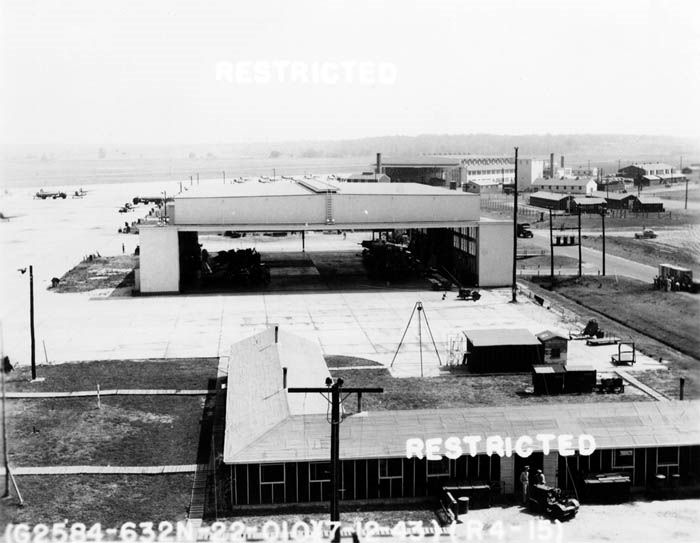